# Scarpellini (quadrangle)

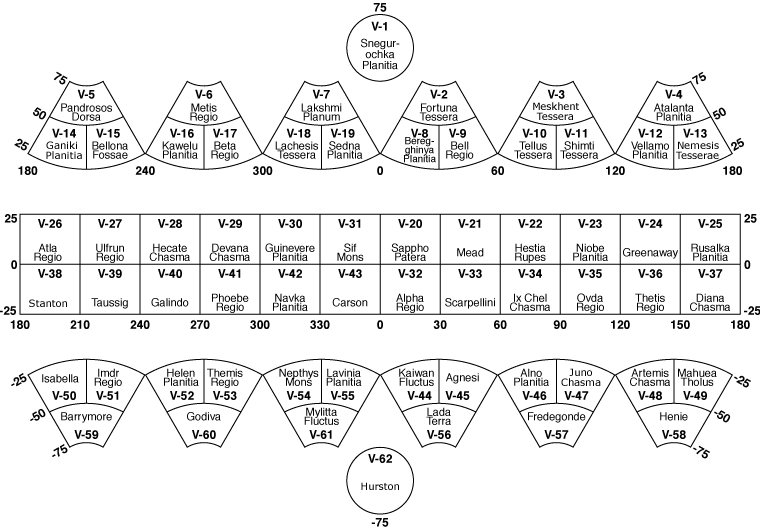
Quadrangles op Venus op schaal 1 : 5.000.000

Scarpellini (V–33; breedtegraad 0°–25° S, lengtegraad 30°–60° E) is een quadrangle op de planeet Venus. Het is een van de 62 quadrangles op schaal 1 : 5.000.000. Het quadrangle werd genoemd naar de gelijknamige inslagkrater die op zijn beurt is genoemd naar de Italiaanse sterrenkundige Caterina Scarpellini.

## Geologische structuren in Scarpellini
Coronae
- Juksakka Corona
- Ma Corona
- Mukylchin Corona
- Nabuzana Corona
- Thermuthis Corona

Fluctus
- Nekhebet Fluctus

Inslagkraters
- Bathsheba
- Evika
- Fatima
- Georgina
- Gillian
- Laurencin
- Magdalena
- Medhavi
- Michelle
- Munter
- Rae
- Recamier
- Scarpellini
- Valerie
- Vashti

Tesserae
- Gbadu Tessera
- Istustaya Tesserae
- Manatum Tessera
- Minu-Anni Tessera
- Salus Tessera